# Ficus sarmentosa
Ficus sarmentosa är en mullbärsväxtart som beskrevs av Buch. och J.E. Smith. Ficus sarmentosa ingår i släktet fikonsläktet, och familjen mullbärsväxter.

## Underarter
Arten delas in i följande underarter:
- F. s. duclouxii
- F. s. henryi
- F. s. impressa
- F. s. lacrymans
- F. s. luducca
- F. s. nipponica
- F. s. thunbergii

## Bildgalleri

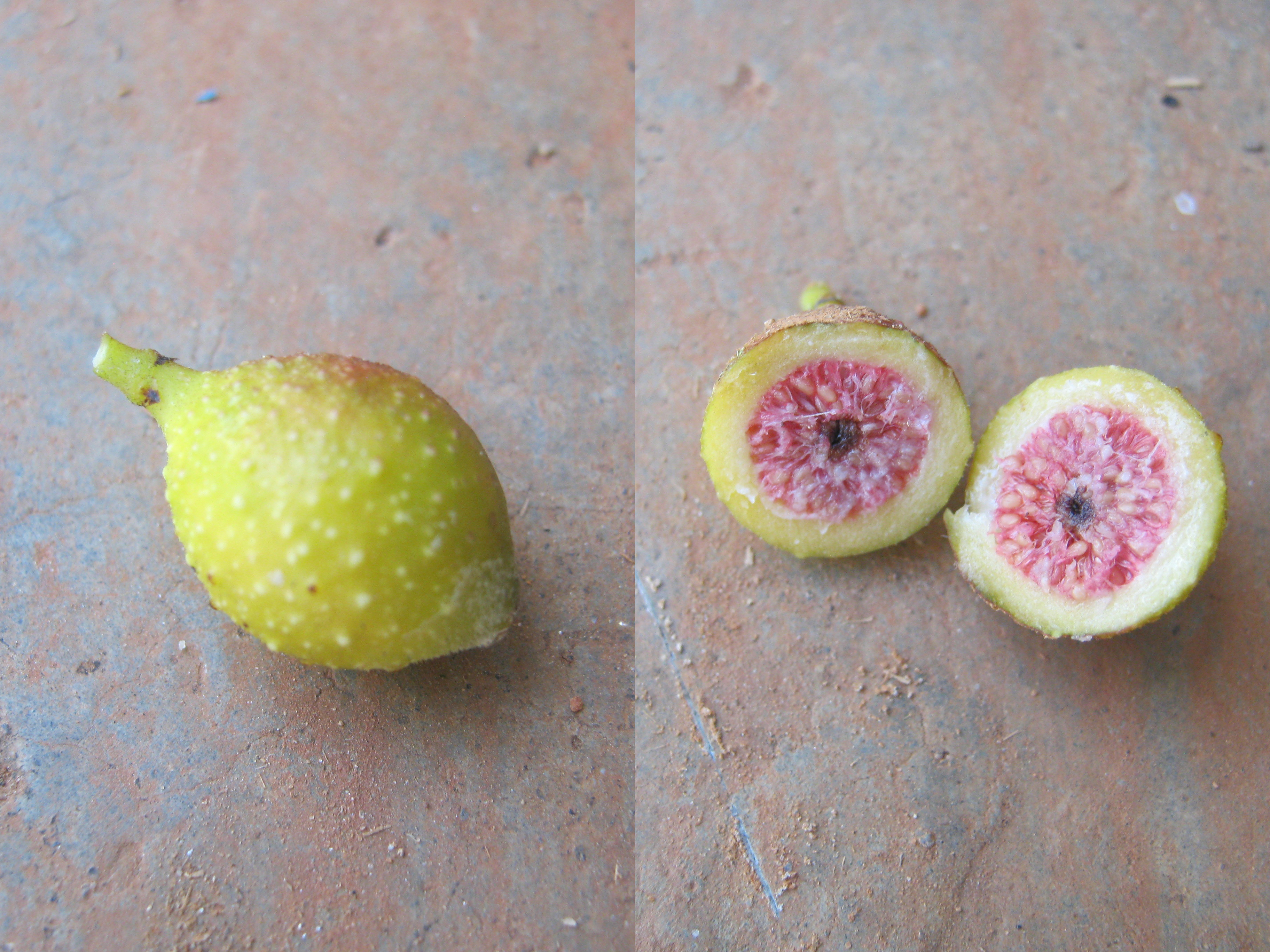
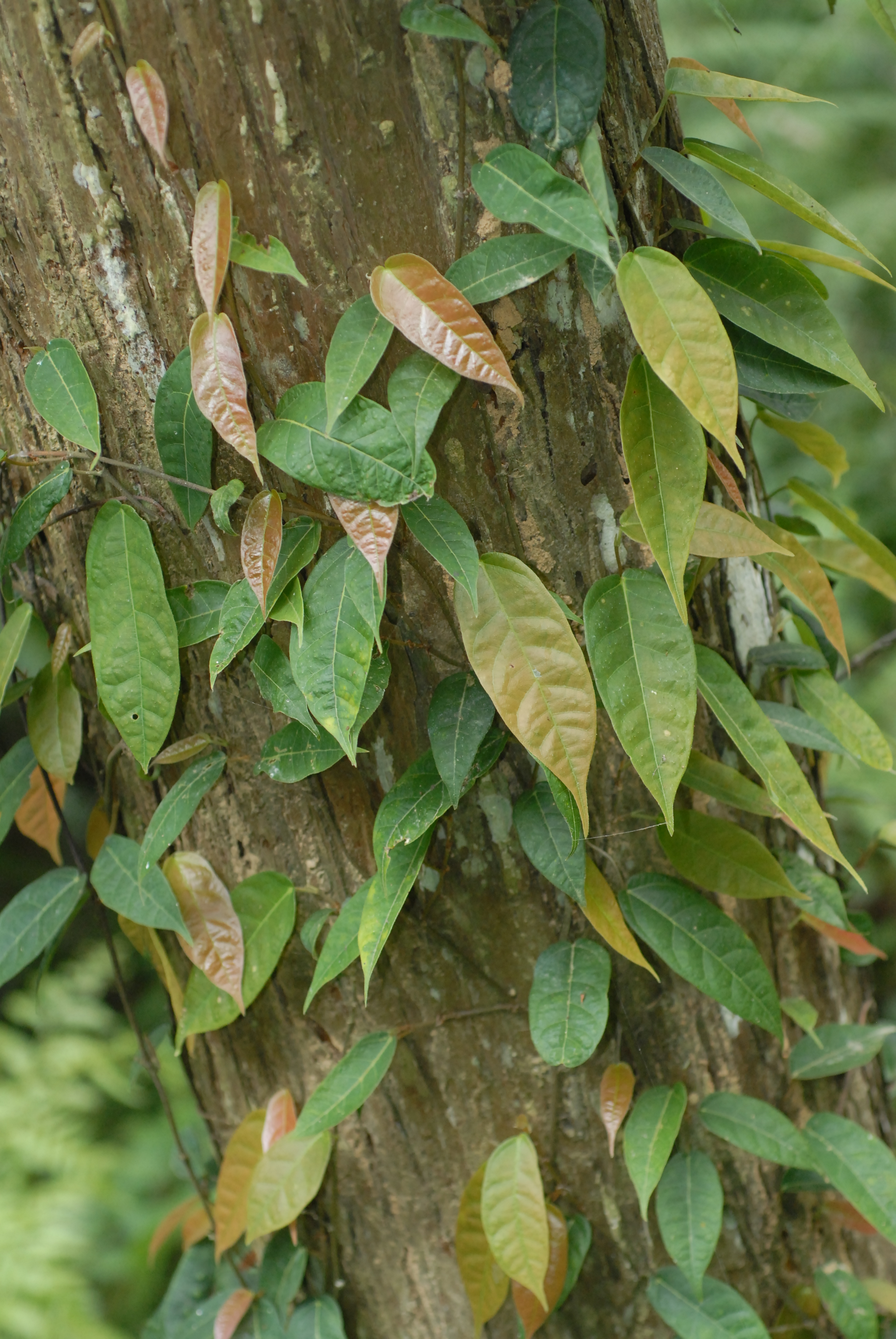